# Ada van Holland (gravin)
Ada (1188 - 1223) was gravin van Holland vanaf 1203.
Ada was een dochter van Dirk VII en Aleid van Kleef. Ze werd vernoemd naar haar grootmoeder Ada van Schotland.

## Biografie
Toen haar vader in 1203 stierf was Ada de laatste nog levende dochter van Dirk VII. Om de positie van Ada te verstevigen, liet haar moeder de 15-jarige Ada nog voor de begrafenis van haar vader trouwen met graaf Lodewijk II van Loon.
Haar oom Willem erkende Ada niet als gravin van Holland en riep zich uit tot graaf van Holland. Hij kreeg daarbij steun van de edelen van Kennemerland waarna Aleid van Cleef en Lodewijk van Loon naar Utrecht moesten vluchten.
Ada werd op weg naar de begrafenis van haar vader door getrouwen van Willem bij Leiden in het nauw gedreven. Ze verschanste zich in de burcht van Leiden, die na een kort beleg door de burggraaf van Leiden, Filips van Wassenaar, werd ingenomen. Ada werd door haar oom geïnterneerd op Texel.  
Later werd ze naar de Engelse koning Jan zonder Land gezonden. Willem nam vervolgens het bestuur van het graafschap op zich. Wat volgde was de Loonse Oorlog, die tot 1206 zou duren. De oorlog eindigde met het Verdrag van Brugge. Formeel werd het graafschap tussen Willem en Lodewijk van Loon opgedeeld. Willem kreeg Zeeland en de streek rond Geertruidenberg, Lodewijk de rest. Het lijkt er echter op dat Willem gewoon doorregeerde in Holland.
In 1207 wist Lodewijk van Loon Ada vrij te krijgen in ruil voor een nieuwe gijzelaar, Arnold, zijn jongere broer (van 1207 tot 1216). Lodewijk en Ada probeerden het graafschap nog wel te heroveren en deze strijd werd onderdeel van de strijd tussen Frankrijk en de Hohenstaufen-dynastie.
Willem wist Holland hier, door kundig tussen de partijen te manoeuvreren, zonder kleerscheuren doorheen te loodsen en in 1213 moesten Lodewijk en Ada hun claim op het graafschap Holland definitief opgeven. Na een hofdrama uit wraak met gifmoorden op zijn beide broers, bleef Arnold als enige erfgenaam van de grafelijke titel over en werd in 1218 als Arnold III geïnstalleerd als negende graaf van Loon.
Ada stierf kinderloos in 1223 en werd begraven naast haar man Lodewijk II van Loon in de ondertussen gesloopte abdijkerk van de Abdij van Herkenrode in het Graafschap Loon.

## Voorouders
| Voorouders van Ada van Holland | Voorouders van Ada van Holland                                             | Voorouders van Ada van Holland                                             | Voorouders van Ada van Holland                                             | Voorouders van Ada van Holland                                             | Voorouders van Ada van Holland                                            | Voorouders van Ada van Holland                                            | Voorouders van Ada van Holland                                            | Voorouders van Ada van Holland                                            |
| ------------------------------ | -------------------------------------------------------------------------- | -------------------------------------------------------------------------- | -------------------------------------------------------------------------- | -------------------------------------------------------------------------- | ------------------------------------------------------------------------- | ------------------------------------------------------------------------- | ------------------------------------------------------------------------- | ------------------------------------------------------------------------- |
| Overgrootouders                | Dirk VI van Holland (1114 - 1157) ∞1125 Sophia van Rheineck (±1120 - 1176) | Dirk VI van Holland (1114 - 1157) ∞1125 Sophia van Rheineck (±1120 - 1176) | Hendrik van Schotland (1114 - 1152) ∞1139 Ada de Warenne (±1125 - 1178)    | Hendrik van Schotland (1114 - 1152) ∞1139 Ada de Warenne (±1125 - 1178)    | Arnoud I van Kleef (- 1147) ∞ Ida van Leuven (–)                          | Arnoud I van Kleef (- 1147) ∞ Ida van Leuven (–)                          | ? (–) ∞ ? (–)                                                             | ? (–) ∞ ? (–)                                                             |
| Grootouders                    | Floris III van Holland (1140 - 1190) ∞1162 Ada van Schotland (1145 - 1204) | Floris III van Holland (1140 - 1190) ∞1162 Ada van Schotland (1145 - 1204) | Floris III van Holland (1140 - 1190) ∞1162 Ada van Schotland (1145 - 1204) | Floris III van Holland (1140 - 1190) ∞1162 Ada van Schotland (1145 - 1204) | Diederik IV van Kleef (1125 - 1172) ∞ Adelheid van Sulzbach (1140 - 1189) | Diederik IV van Kleef (1125 - 1172) ∞ Adelheid van Sulzbach (1140 - 1189) | Diederik IV van Kleef (1125 - 1172) ∞ Adelheid van Sulzbach (1140 - 1189) | Diederik IV van Kleef (1125 - 1172) ∞ Adelheid van Sulzbach (1140 - 1189) |
| Ouders                         | Dirk VII van Holland (- 1203) ∞1162 Aleid van Kleef (1145 - 1204)          | Dirk VII van Holland (- 1203) ∞1162 Aleid van Kleef (1145 - 1204)          | Dirk VII van Holland (- 1203) ∞1162 Aleid van Kleef (1145 - 1204)          | Dirk VII van Holland (- 1203) ∞1162 Aleid van Kleef (1145 - 1204)          | Dirk VII van Holland (- 1203) ∞1162 Aleid van Kleef (1145 - 1204)         | Dirk VII van Holland (- 1203) ∞1162 Aleid van Kleef (1145 - 1204)         | Dirk VII van Holland (- 1203) ∞1162 Aleid van Kleef (1145 - 1204)         | Dirk VII van Holland (- 1203) ∞1162 Aleid van Kleef (1145 - 1204)         |
| Ada van Holland (1188 - 1223)  |                                                                            |                                                                            |                                                                            |                                                                            |                                                                           |                                                                           |                                                                           |                                                                           |